# Grb Zagreba
Grb Grada Zagreba službeni je simbol Zagreba. Zasniva se na grbu Griča iz 13. stoljeća. Prema Statutu Grada Zagreba grb ima sljedeći opis:
»U plavome polju na zelenome brijegu nalazi se srebrni/bijeli grad s trima kulama i otvorenim zlatnim/žutim vratima; gore desno zlatna/žuta šesterokraka zvijezda, gore lijevo srebrni/bijeli polumjesec.«
Do kraja 19. stoljeća ustalila se uglavnom crvena boja pozadine. Nakon ujedinjenja u suvremeni grad 1850. godine, 1896. godine ustanovljena je plava boja štita.

## Galerija
- Grb grada na krovu Crkve sv. Marka (grb s crvenim poljem)
- Na sjeverozapadnom zidu Crkve sv. Marka izvana nalazi se uklesan grb grada Zagreba iz 1499. godine

## Vanjske poveznice
- Grb Grada Zagreba, Željko Heimer, HGZD
- Grbovi Zagreba, FAME